# Daniel Webster
Daniel Webster (ur. 18 stycznia 1782 w Salisbury, zm. 24 października 1852 w Marshfield) – amerykański polityk i prawnik, sekretarz stanu w latach 1841–1843 i 1850–1852, członek Partii Wigów.
Daniel Webster był adwokatem. Pracował jako radca prawny; w kilku przypadkach ustanowił kilka precedensów konstytucyjnych, które wzmocniły organ rządu federalnego. Jako sekretarz stanu negocjował Traktat Webstera-Ashburtona, ustalający ostateczny kształt wschodniej granicy między USA i Kanadą.